# Huckettia
Huckettia är ett släkte av tvåvingar. Huckettia ingår i familjen kolvflugor.
Släktet innehåller bara arten Huckettia lacteipennis.